# Slaget vid Sehested

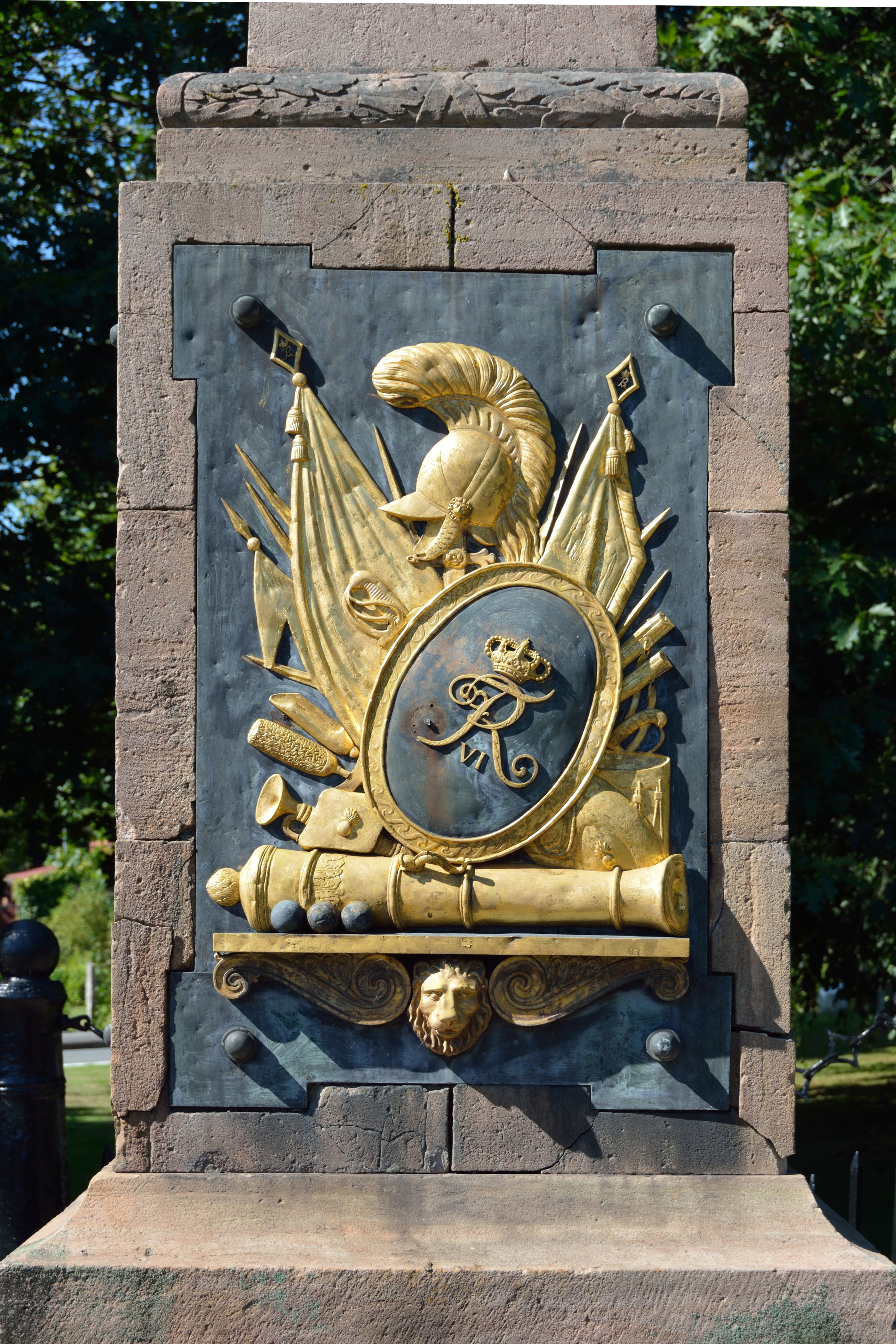
Denkmal in Sehestedt

Slaget vid Sehested ägde rum den 10 december 1813 under det Sjätte koalitionskriget, som stod mellan danska och allierade trupper vid staden Sehested i Holstein. Slaget slutade med dansk seger men framgången hade ingen större inverkan på krigets utgång.